# Lavergne, Lot

Lavergne este o comună în departamentul Lot din sudul Franței. În 2009 avea o populație de 431 de locuitori.

## Evoluția populației
| An        | 1975 | 1982 | 1990 | 1999 | 2006 | 2009 |
| --------- | ---- | ---- | ---- | ---- | ---- | ---- |
| Populație | 279  | 292  | 387  | 410  | 429  | 431  |